# Playlist (serie de televisión)
Playlist fue un programa de televisión de MTV Latinoamérica que se emitió entre 2008 y 2019 y regresó en febrero de 2021 en la señal norte y en julio de 2023 en el señal sur, hasta que llegó a su fin en diciembre de ese mismo año para toda Latinoamérica, presentando vídeos musicales con una temática en común.

## Descripción
El programa muestra vídeos musicales bajo un género o temática en especial, como por ejemplo, vídeos deportivos o que incluyan animales. También pueden agrupar vídeos de un solo artista en especial, como Justin Bieber, Rihanna, Beyoncé o One Direction. Cada uno de estos bloques tiene duración de media hora (por lo que en un día se muestran 2 bloques de Playlist) o de una hora.

## Presentación
A diferencia de MTV Wake Up Hits, Playlist actualmente, no tiene ningún tipo de presentación al inicio o final del programa. El nombre del tema, género o artista presentado en Playlist aparece en la parte superior de la pantalla, al lado de la mosca de MTV. Inicialmente, Playlist, sí tenía cortinas de presentación.
Playlist MTV Hits Latinoamérica
Durante sus inicios, la programación de MTV Hits Latinoamérica se componía de bloques bajo el nombre de "Playlist", en el que mostraban vídeos musicales y, por lo general, no llevaban ninguna temática en especial.